# La corsa di primavera
La corsa di primavera (The Spring Running) è un racconto dello scrittore inglese Rudyard Kipling, l'ultimo appartenente al ciclo de Il libro della giungla. Il racconto termina con il poema dal titolo Il canto del commiato.
Fu pubblicato per la prima volta il 25 settembre 1895 su Pall Mall Gazette; successivamente fu pubblicato su Civil and Military Gazette tra fine settembre e inizio ottobre (con il titolo Mowgli Leaves the Jungle Forever, ovvero "Mowgli lascia la giungla per sempre") e su Cosmopolitan nell'ottobre dello stesso anno. Venne infine raccolto insieme agli altri racconti della stessa ambientazione ne Il secondo libro della giungla, sempre nel 1895.

## Trama
Il racconto è ambientato all'inizio di una nuova primavera, che risveglia e anima tutti gli animali della giungla. Mowgli è però molto turbato per motivi che non riesce a capire e si butta freneticamente tra gli alberi e le pianure per allontanare la tristezza, fino ad arrivare al villaggio degli uomini, dove incontra Messua. Una volta ritornato nella giungla con Fratel Bigio, Mowgli capisce che il suo posto è tra gli uomini e con grande commozione saluta per sempre i suoi vecchi amici Bagheera, Kaa e Baloo.

## Critica
J.M.S. Tompkins sottolinea la «delicata miscela di umorismo e pathos» con cui è stato scritto il racconto, nel quale Kipling deve riuscire a descrivere il turbamento di Mowgli in maniera non diretta per rispecchiare lo stato di smarrimento del protagonista e di un eventuale giovane lettore. Anche Angus Wilson la definisce come un «pezzo commovente, sebbene un po' sconnesso».
Mark Paffard dà del racconto una lettura più generale del senso di smarrimento dell'uomo all'interno della natura pura:

## Adattamenti
Il racconto è stato d'ispirazione per il poema sinfonico La Course de printemps (op. 95) di Charles Koechlin, ultimo del ciclo Le Livre de la jungle. La sinfonia venne composta tra il 1908 e il 1925 ed orchestrata tra il 1926 e il 1927, e con la sua mezz'ora circa di durata è la composizione più lunga del ciclo. Molto fedele al racconto originale, è ambientata durante la stagione della primavera, quando tutti gli animali sentono la voce del richiamo sessuale e Mowgli cerca di scappare dal suo destino (dover lasciare la giungla per tornare a vivere tra gli uomini, oltre al passaggio dall'adolescenza alla maturità) con una corsa frenetica nella giungla, sottolineata da un ritmo musicale incalzante; la composizione finisce poi con una serena calma, accompagnata dalla melodia lenta dell'organo. L'autore dà un'immagine quasi descrittiva della foresta, e lui stesso la considerava molto adatta per un uso cinematografico. Il clima di gioia che la pervade è stato paragonato a quello che si può trovare in composizioni di Ravel e Markevitch.

## Uso nello scautismo
All'interno della branca dei lupetti dello scautismo, questo racconto viene usato nel momento del passaggio dei lupetti più grandi al reparto, in quanto si trovano a vivere la stessa situazione di Mowgli nel passare da un "branco" a un ambiente più rispondente alla loro crescita, pur con tutte le incertezze del caso. Vista la delicatezza del momento, viene raccomandato ai capi di non soffermarsi tanto sugli aspetti di distacco e di nostalgia di quello che si lascia, quanto sulla bellezza dell'inizio di una nuova avventura e sull'«impossibilità di rifiutare la crescita». Viene inoltre consigliato di non dilungarsi (o di saltare del tutto) sui passaggi in cui un Mowgli turbato dalla situazione assume un comportamento dispettoso, «non coerente con la figura educativa».